# Compact

Điều kiện để một tập là compact trong không gian Euclid được phát biểu thông qua định lý Heine-Borel, A = (−∞, −2] không compact bởi vì nó không bị chặn (mặc dù là tập đóng), C = (2, 4) dù bị chặn nhưng không phải tập đóng. B = [0, 1] là tập compact do nó vừa bị chặn và đóng.

Trong toán học, đặc biệt là tô pô, một tập là tập compact khi và chỉ khi tập đó chứa mọi điểm giới hạn của nó, là tổng quát khái niệm tập đóng và bị chặn của không gian Euclid. Lấy ví dụ, khoảng mở {\displaystyle (0,1)} không phải một tập compact bởi nó không chứa hai điểm giới hạn là 0 và 1, trong khi đoạn đóng {\displaystyle [0,1]} là tập compact. Theo đó, tập số hữu tỉ {\displaystyle \mathbb {Q} } không compact do có vô số "khoảng trống" là các số vô tỉ, đường thẳng thực {\displaystyle \mathbb {R} } cũng không compact do không chứa hai điểm là {\displaystyle +\infty } và {\displaystyle -\infty }.

## Giới thiệu
Một ví dụ cơ bản về không gian compact là không gian con {\displaystyle \left[0,1\right]} của {\displaystyle \mathbb {R} } với tô pô Euclide. Tức là nếu lấy tập vô hạn phần tử rời nhau trong {\displaystyle \left[0,1\right]} thì tập đó sẽ chứa ít nhất một điểm tụ. Ví dụ tập 
{\displaystyle A=\left\{{\dfrac {1}{2}},{\dfrac {1}{3}},{\dfrac {2}{3}},{\dfrac {1}{4}},{\dfrac {3}{4}}\ldots ,{\dfrac {1}{n}},{\dfrac {n-1}{n}},\ldots \right\}}
thì {\displaystyle 0} sẽ là một điểm tụ của {\displaystyle A}. Tổng quát hơn, định lý Heine-Borel cho ta {\displaystyle K} là không gian compact (không gian {\displaystyle K} là con của {\displaystyle \mathbb {R} } với topo Euclide) khi và chỉ khi {\displaystyle K} đóng và bị chặn trong {\displaystyle \mathbb {R} }. Vì vậy, những khoảng mở, nửa khoảng và {\displaystyle \mathbb {R} } là không compact.
Như ta đã biết, có nhiều cách định nghĩa một không gian compact, ví dụ như compact tổng quát, compact dãy.... Các định nghĩa sẽ phụ thuộc vào cấp độ tổng quát của không gian topo. Ví dụ:
- Không gian con của không gian Euclide là compact khi và chỉ khi nó đóng và bị chặn.
- Trong không gian metric, khái niệm compact dãy trùng với khái niệm compact tổng quát.

Tuy nhiên, trong không gian topo tổng quát, khái niệm compact dãy sẽ không tương đương với khái niệm compact tổng quát. Nghĩa là không gian {\displaystyle \left(X,\tau \right)} được gọi là compact khi và chỉ khi với mọi phủ mở của {\displaystyle X}, ta có thể trích ra một phủ con hữu hạn. Khi đó, một tập đóng và bị chặn trong không gian Euclide là compact tổng quát được chứng minh qua định lý Heine-Borel.

## Định nghĩa
Xét {\displaystyle Y} là một tập hợp con của một không gian tô-pô {\displaystyle X}. {\displaystyle Y} được gọi là một tập con compact của {\displaystyle X} nếu điều kiện sau được thỏa mãn: nếu {\displaystyle Y\subset \cup _{j\in I}{A_{j}}} và với {\displaystyle A_{i}} là các tập con mở của {\displaystyle X}, thì tồn tại một tập con hữu hạn {\displaystyle J\subset I} sao cho {\displaystyle Y\subset \cup _{j\in J}A_{j}} (nghĩa là với mọi phủ mở của {\displaystyle Y}, có một phủ hữu hạn các tập mở bao hàm nó). Ngắn gọn, {\displaystyle Y} là một tập con compact khi và chỉ khi "mọi phủ mở đều có phủ con hữu hạn".
Một không gian tô-pô {\displaystyle X} được gọi là compact nếu tập con tầm thường {\displaystyle X\subset X} là một tập con compact.

### Không gian con compact
Cho {\displaystyle A} là không gian con của không gian tô pô {\displaystyle X}. Cho {\displaystyle I} là tập chỉ số của một phủ mở của {\displaystyle A}. Với mỗi {\displaystyle O\in I} là chỉ số của một tập mở của {\displaystyle A}, thì ta có {\displaystyle U_{O}} mở trong {\displaystyle X} sao cho {\displaystyle O=U_{O}\cap A}. Vì vậy, ta có họ các tập mở {\displaystyle \left\{U_{O}\mid O\in I\right\}} của {\displaystyle X} mà có hội chứa {\displaystyle A}. Nói cách khác, nếu có một họ {\displaystyle I} các tập mở trong {\displaystyle X} có hội chứa {\displaystyle A}, thì họ {\displaystyle \left\{U\cap A\mid U\in I\right\}} là một phủ mở của {\displaystyle A}. Do đó, {\displaystyle A} là không gian con compact của {\displaystyle X} nếu cho họ {\displaystyle \left\{U_{i}\right\}_{i\in I}} là họ các tập mở bất kì có phần hội chứa {\displaystyle A}, thì tồn tại {\displaystyle J\subset I} và {\displaystyle \left|J\right|<\infty } sao cho {\displaystyle \left\{U_{j}\right\}_{j\in J}} có hội chứa {\displaystyle A}. Vì vậy, ta có thể định nghĩa không gian con {\displaystyle A} của {\displaystyle X} là compact qua hai cách: dùng họ phủ mở của {\displaystyle A} hoặc họ các tập mở trong {\displaystyle X} có hội chứa {\displaystyle A}.
Nói cách khác, một tập con là compact khi và chỉ khi nó là một không gian con compact với tô-pô cảm sinh.

## Những ví dụ

### Topo tổng quát
- Không gian topo {\displaystyle X} với {\displaystyle X} hữu hạn là không gian compact, vì nó chỉ có hữu hạn tập mở. Tổng quát hơn, nếu topo {\displaystyle \tau } có hữu hạn phần tử thì {\displaystyle X} là không gian compact (topo hiển nhiên là một ví dụ).
- Không gian topo {\displaystyle X} với tô pô phần bù hữu hạn là không gian compact.

### Giải tích và Đại số
- Khoảng đóng {\displaystyle \left[0,1\right]} dưới topo Euclide là compact, điều này được suy ra từ định lý Heine - Borel. Khoảng mở {\displaystyle \left(0,1\right)} thì không compact vì ta có họ phủ mở

{\displaystyle \left\{\left({\dfrac {1}{n}},1\right)\right\}_{n\in \mathbb {N} }}
là phủ {\displaystyle \left(0,1\right)} nhưng không trích ra được phủ con hữu hạn.
- {\displaystyle \mathbb {R} } với topo Euclide là không compact vì ta có họ phủ mở {\displaystyle \left\{\left(-n,n\right)\right\}_{n\in \mathbb {N} }} phủ {\displaystyle \mathbb {R} } nhưng không trích ra được phủ con hữu hạn. Ta cũng có thể kết luận điều này vì {\displaystyle \mathbb {R} } đồng phôi với {\displaystyle \left(0,1\right)} với topo Euclide nhưng {\displaystyle \left(0,1\right)} không compact, dẫn đến {\displaystyle \mathbb {R} } không compact.
- Tập Cantor là compact dưới topo Euclide.
- Cho {\displaystyle K} là tập hợp các hàm số {\displaystyle f:\,\left[0,1\right]\rightarrow \left[0,1\right]} thỏa điều kiện Lipschitz: tồn tại {\displaystyle C>0} sao cho  {\displaystyle \forall f\in K} thì

{\displaystyle \left|f\left(x\right)-f\left(y\right)\right|\leq C\left|x-y\right|,\quad \forall x,y\in \left[0,1\right]}.
Ta có {\displaystyle K} là không gian metric với metric định bởi 
{\displaystyle d\left(f,g\right)=\sup _{x\in \left[0,1\right]}\left|f\left(x\right)-g\left(x\right)\right|}
là không gian compact. Điều này được suy ra từ định lý Arzela-Ascoli.

## Ý nghĩa
Ý nghĩa của khái niệm này: Để đưa những vấn đề mang tính địa phương về toàn cục, cần phải hữu hạn hóa quá trình vô hạn. Nói cách khác, mỗi sự kiện phụ thuộc ở phạm vi địa phương (xét trong lân cận tại mỗi điểm thuộc A), toàn bộ tập A được bao phủ bởi tất cả các lân cận ấy. Nếu chỉ cần một số hữu hạn các lân cận ấy đủ để bao phủ A thì ta có thể chọn được những đại lượng lớn nhất, bé nhất liên quan đến tính hữu hạn này.
Trong tiếng Anh, compact có nghĩa là "nén chặt, gọn gàng, tinh tế". Qua định nghĩa trên, ta thấy một tập compact khá gọn gàng: Tưởng chừng phải có vô hạn cái túi để đựng tập A nhưng thật ra chỉ cần hữu hạn cái là đủ.
Trước đây, một số nhà toán học Việt Nam đưa những thuật ngữ tiếng Việt để dịch khái niệm này như là "tập compact", "tập cơm nén" (quá thuần Việt) hay "tập áp súc" (từ Hán-Việt). Có lẽ không được hưởng ứng nhiều, ngày nay ta dùng luôn từ compact, đôi khi phiên âm thành "com-pắc".

## Các định lý
Khá nhiều định lý gắn chặt với tính chất compact của tập như:
- Ảnh liên tục của một không gian compact là compact.
- Tập con đóng của không gian compact là compact.
- Cho {\displaystyle f:X\to Y} là song ánh liên tục. Nếu {\displaystyle X} là compact và {\displaystyle Y} là Hausdorff, thì {\displaystyle f} là đồng phôi.
- Không gian con compact của không gian Hausdorff là đóng.
- Định lý giá trị cực trị: một hàm trị thực liên tục trên một không gian compact có giá trị nhỏ nhất và giá trị lớn nhất.
- Hội hữu hạn những tập compact là compact.
- Định lý Tychonoff: tích của một họ các không gian compact là compact.

### Đặc trưng của tính compact
Một không gian là compact nếu và chỉ nếu mỗi họ các tập đóng với tính chất giao hữu hạn có giao khác rỗng.

### Không gian Euclide
Với tập con {\displaystyle A} của không gian Euclide {\displaystyle \mathbb {R} ^{n}}, những tính chất sau là tương đương:
1. {\displaystyle A} là compact.
2. Mỗi dãy trong {\displaystyle A} có dãy con hội tụ.
3. {\displaystyle A} là đóng và bị chặn (định lý Heine-Borel).

### Không gian metric
- Cho phủ mở của không gian metric compact, thì có một số {\displaystyle \varepsilon >0} sao cho quả cầu bán kinh {\displaystyle \varepsilon >0} chứa trong một thành phần của phủ mở. (số Lebesgue)
- Một không gian metric là compact nếu và chỉ nếu mỗi dãy có dãy con hội tụ.